# Hamdan al-Bishi
Hamdan Obah al-Bishi (arabisch حمدان عوضه البيشي; * 5. Mai 1981 in Bischa) ist ein ehemaliger saudi-arabischer Leichtathlet, der sich auf den 400-Meter-Lauf spezialisiert hat. Er gewann drei Goldmedaillen bei Asienspielen sowie vier Medaillen bei Asienmeisterschaften und zählt damit zu den erfolgreichsten Langsprintern seines Landes.

## Sportliche Laufbahn
Erste internationale Erfahrungen sammelte Hamdan al-Bishi vermutlich im Jahr 1997, als er bei den Arabischen Meisterschaften in Ta'if in 46,51 s die Silbermedaille im 400-Meter-Lauf hinter dem Katarer Ibrahim Ismail Muftah gewann und auch mit der saudi-arabischen 4-mal-400-Meter-Staffel in 3:13,79 min die Silbermedaille hinter dem katarischen Team gewann. Anschließend gewann er bei den Juniorenasienmeisterschaften in Bangkok in 46,53 s die Silbermedaille über 400 Meter. Im Jahr darauf gewann er bei den Arabischen Juniorenmeisterschaften in Damaskus in 46,2 s die Silbermedaille, ehe er bei den Juniorenweltmeisterschaften in Annecy mit 47,47 s in der ersten Runde ausschied. 1999 gewann er bei den Panarabischen Spielen in Irbid in 46,4 s die Bronzemedaille dem Katarer Ibrahim Ismail Muftah und Sofiane Labidi aus Tunesien, ehe er bei den Weltmeisterschaften in Sevilla mit der Staffel im Vorlauf disqualifiziert wurde. Anschließend sicherte er sich bei den Juniorenasienmeisterschaften in Singapur in 45,98 s die Silbermedaille über 400 Meter sowie in 3:09,66 min auch im Staffelbewerb. Im Jahr darauf gewann er bei den Asienmeisterschaften in Jakarta in 45,32 s die Silbermedaille im Einzelbewerb hinter dem Katarer Ibrahim Ismail Muftah und sicherte sich mit der Staffel in 3:05,00 min gemeinsam mit Mohammed Hamed al-Bishi, Hamed Hamadan al-Bishi und Hadi Soua’an al-Somaily die Bronzemedaille hinter den Teams aus Sri Lanka und Indien. Anschließend schied er bei den Olympischen Sommerspielen in Sydney mit 45,98 s im Halbfinale über 400 Meter aus und schied mit der Staffel mit 3:09,57 min in der Vorrunde aus. Daraufhin siegte er in 44,66 s über 400 Meter bei den Juniorenweltmeisterschaften in Santiago de Chile und siegte in 46,78 s auch bei den Arabischen Juniorenmeisterschaften in Damaskus.
2001 klassierte er sich bei den Weltmeisterschaften im kanadischen Edmonton mit 45,23 s im Finale auf den fünften Platz über 400 Meter und schied mit der 4-mal-400-Meter-Staffel mit 3:04,22 min im Vorlauf aus. Im Oktober gewann er bei den Arabischen Meisterschaften in Damaskus in 20,9 s die Bronzemedaille über 200 Meter hinter den Omanern Hamoud Abdallah al-Dalhami und Mohammed al-Houti und siegte in 39,69 s mit der 4-mal-100-Meter-Staffel. Zudem belegte er bei den Goodwill Games in Brisbane in 45,86 s den fünften Platz über 400 Meter. Im Jahr darauf gewann er bei den Westasienspielen in Kuwait in 46,74 s die Silbermedaille über 400 Meter hinter dem Kuwaiter Fawzi al-Shammari und sicherte sich mit der 4-mal-400-Meter-Staffel in 3:06,57 min die Silbermedaille hinter dem kuwaitischen Team. Im August gewann er bei den Asienmeisterschaften in Colombo in 45,43 s die Silbermedaille im Einzelbewerb hinter dem Kuwaiter Fawzi al-Shammari, ehe er mit der asiatischen Auswahlstaffel über 4-mal 400 Meter in 3:03,02 min Dritter wurde. Im Oktober gewann er bei den Asienspielen in Busan in 44,95 s die Silbermedaille im Einzelbewerb hinter al-Shamarri und siegte mit der Staffel in 3:02,47 min gemeinsam mit Hamed Hamadan al-Bishi, Hadi Soua’an al-Somaily und Mohammed al-Salhi. 2003 schied er bei den Weltmeisterschaften nahe Paris mit 44,99 s im Halbfinale über 400 Meter aus und wurde im Staffelbewerb im Vorlauf disqualifiziert. Anschließend siegte er mit der Staffel in 3:06,67 min bei den Arabischen Meisterschaften in Amman. Daraufhin gewann er bei den Asienmeisterschaften in Manila in 45,39 s die Silbermedaille über 400 Meter hinter dem Kuwaiter al-Shamarri und belegte in 21,39 s den siebten Platz über 200 Meter. Im Dezember kam er bei den Militärweltspielen in Catania mit 49,84 s nicht über den Vorlauf über 400 Meter hinaus. Im Jahr darauf nahm er erneut an den Olympischen Sommerspielen in Athen teil und schied dort mit 45,59 s im Semifinale aus. Anschließend siegte er bei den Panarabischen Spielen in Algier in 45,04 s im Einzelbewerb sowie in 3:03,03 min auch im Staffelbewerb. 
2005 gewann er bei den erstmals ausgetragenen Islamic Solidarity Games in Mekka in 45,57 s die Silbermedaille über 400 Meter hinter dem Sudanesen Nagmeldin Ali Abubakr und siegte mit der 4-mal-400-Meter-Staffel in 3:04,35 min. Im August schied er bei den Weltmeisterschaften in Helsinki mit 46,80 s im Halbfinale im Einzelbewerb aus und wurde mit der Staffel im Vorlauf disqualifiziert. Daraufhin siegte er mit der Staffel in 3:05,77 min bei den Arabischen Meisterschaften in Radès, ehe er bei den Asienmeisterschaften in Incheon in 46,55 s den vierten Platz über 400 Meter belegte. Im Jahr darauf siegte er in 45,64 s über 400 Meter bei den Asienspielen in Doha und gewann auch im Staffelbewerb in 3:05,31 min gemeinsam mit Ismail al-Sabiani, Hamed Hamadan al-Bishi und Mohammed al-Salhi die Goldmedaille. 2007 belegte er bei den Arabischen Meisterschaften in Amman mit der 4-mal-100-Meter-Staffel in 41,05 s den sechsten Platz und anschließend verzichtete er bei den Weltmeisterschaften in Osaka kurzfristig auf einen Start. Daraufhin belegte er bei den Militärweltspielen in Hyderabad in 47,85 s den siebten Platz und gelangte dann bei den Hallenasienspielen in Macau mit 48,37 s auf den fünften Platz. Zudem siegte er dort in 3:11,29 min mit der 4-mal-400-Meter-Staffel. Im November gewann er bei den Panarabischen Spielen in Kairo in 46,50 s die Silbermedaille über 400 Meter hinter dem Sudanesen Nagmeldin Ali Abubakr und siegte mit der Staffel in 3:04,74 min. 2009 belegte er bei den Asienmeisterschaften in Guangzhou in 21,11 s den vierten Platz über 200 Meter und wurde auch mit der Staffel in 3:06,95 min Vierter. Daraufhin beendete er seine aktive sportliche Karriere im Alter von 28 Jahren.

## Persönliche Bestzeiten
- 200 Meter: 20,82 s (+2,0 m/s), 23. November 2006 in al-Qatif
- 300 Meter: 32,76 s 27. August 2002 in Göteborg (nationale Bestleistung)
- 400 Meter: 44,66 s, 20. Oktober 2000 in Santiago de Chile (U20-Landesrekord)